# Ethirimana Cinkam
Ethirimana Cinkam, (tamoul : எதிர்மன்னசிங்கம்; meurt en avril 1617), de son nom royal Parasasekaran VIII, est un roi du royaume de Jaffna, dans l'actuel Sri Lanka. Il fait partie de la dynastie Ârya Chakravarti. 

## Biographie
Il a été était l'avant-dernier dirigeant de la lignée Ârya Chakravarti du royaume de Jaffna. Il est arrivé au pouvoir après la deuxième expédition portugaise menée par André Furtado de Mendonça (en) en 1591. Dans cette expédition, le roi de Jaffna, Puviraja Pandaram et le père d'Ethirimnna Cinkam ont été tués.

### Règne
Ethirimanna Cinkam a été blessé dans la bataille et a été sauvé par un capitaine portugais Simão Pinhão. Finalement, il a été installé par les portugais en tant que monarque. Les conditions imposées étaient que les activités de conversion au catholicisme soit librement autorisée et que le monopole d'exportation de l'éléphant soit remis aux Portugais ainsi que l'hommage à payer soit augmenté.
Mais Ethirimanna Cinkam, devenu roi sous le nom de Parasasekaran VII, interrompt les activités missionnaires catholiques et le monopole portugais sur les exportations d'éléphants. Il a mené une campagne d'infiltration contre les missionnaires catholiques et a regardé avec mépris les locaux convertis. Il a fait détruire la route servant à l'expédition d'éléphants pour le gouvernement portugais. En 1595, le roi du Portugal avait donné l'ordre de l'expulser, mais les autorités coloniales de Goa ne l'avaient pas obligé, Ethirimanna Cinkam ne perturbant pas trop les intérêts coloniaux portugais.
Il a également aidé les rois du royaume de Kandy, Vimaladharmasuriya I et le Roi Senarat, rebaptisés, à obtenir l'aide de l'Inde du Sud pour résister aux Portugais. À l'instar de Bhuvanaikabahu VII du royaume de Kotte, grâce à un mélange de ruse native et de capacité à réaliser un équilibre délicat, il obtint une étonnante marge de manœuvre. 

### Fin de règne
Il est mort paisiblement en avril 1617 laissant un jeune fils, Cankili II, comme l'héritier qui a précipité les événements menant à la disparition du royaume de Jaffna.